# 미카 한눌라
미카 스테판 한눌라(스웨덴어·핀란드어: Mika Stefan Hannula, 1979년 4월 2일 ~ )는 스웨덴의 은퇴한 아이스하키 선수이다. 현역 시절 포지션은 라이트윙으로 엘리트세리엔에서 300경기를 뛰었다. 2011년부터 2013년까지에는 핀란드의 SM리가에서 활동하였고, 2014년에는 도이체 아이스하키 리가의 쾰너 하이에에서 뛰었다.
스웨덴 국가대표팀의 일원으로 올림픽에서 금메달 1개, 세계 선수권 대회에서 금메달 1개, 은메달 1개를 획득했다.